# Ruitenburgerschans

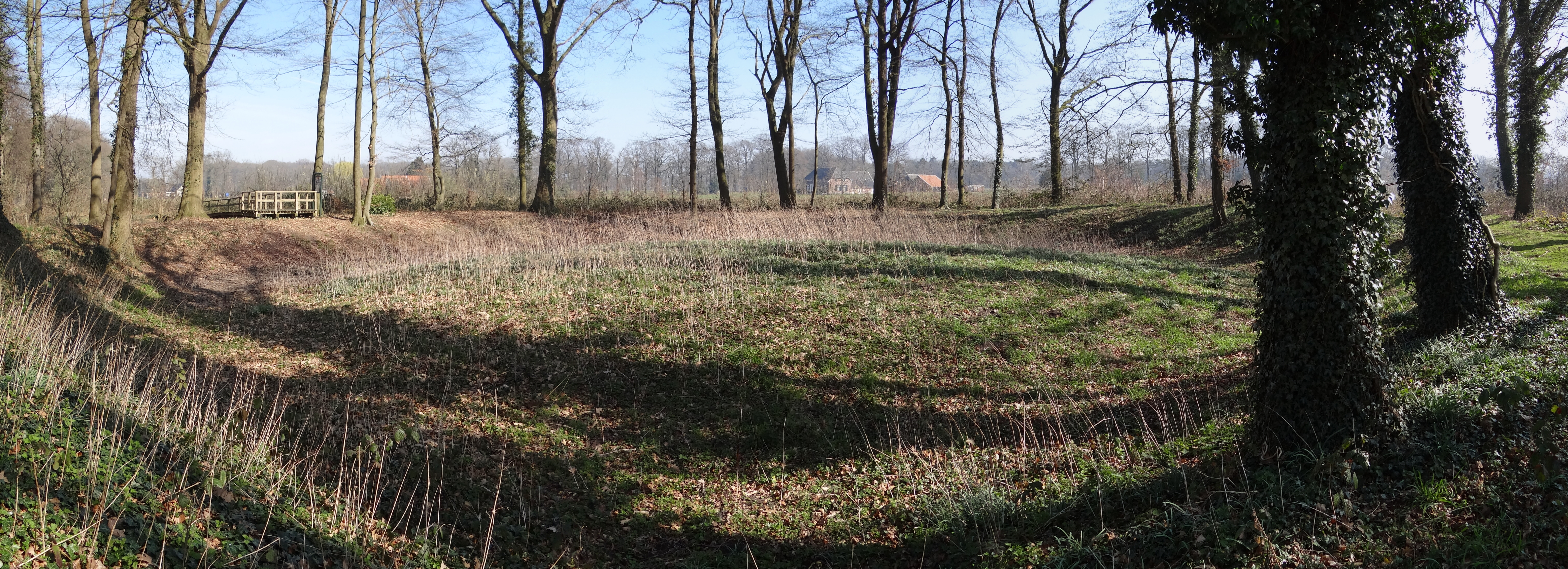
Ruitenburgerschans

De Ruitenburgerschans is een aardwerk, voorzien van een ringwal met een doorsnede van ongeveer zestig meter, mogelijk een onderdeel van een stelsel oude landweren langs de Duitse grens gelegen in de buurtschap 't Woold bij Winterswijk, in de Gelderse Achterhoek. Wat de functie van deze oude wallen precies was is tot op heden onduidelijk. 

## Raadsels
Opmerkelijk is dat de ringwal buiten de gracht ligt. Hierdoor wordt door archeologen getwijfeld of de anderhalf meter hoge buitenwal een militaire functie heeft gehad. Op het eiland met een doorsnede van vijftien meter zou een eenvoudig kasteel, uitkijktoren of spieker kunnen hebben gestaan. Om het eiland ligt een tot twee meter diepe gracht van ruim tien meter breed. Ronde aarden versterkingen worden over het algemeen gedateerd rond het jaar 1300 of ouder. De Ruitenburgerschans ligt aan een stelsel van landweren, die wel als "borg" of "koerhuis" werden aangeduid. Mogelijk dat de oorspronkelijke naam "Ruitenborg" was. Over het uiterlijk en aard van deze versterking is niets bekend, de afbeelding op het geplaatste informatiebord bij de schans is een van de vele mogelijkheden. Archeologisch onderzoek in 2001 leverde een gebrek aan relevante vondsten op waardoor er geen definitieve datering vastgesteld kon worden. Zeker is wel dat het geen 16e of 17e-eeuwse versterking is uit de Tachtigjarige Oorlog ondanks de relatief moderne toevoeging "schans". In 2007 werd het aardwerk als rijksmonument aangewezen.

## Afbeeldingen

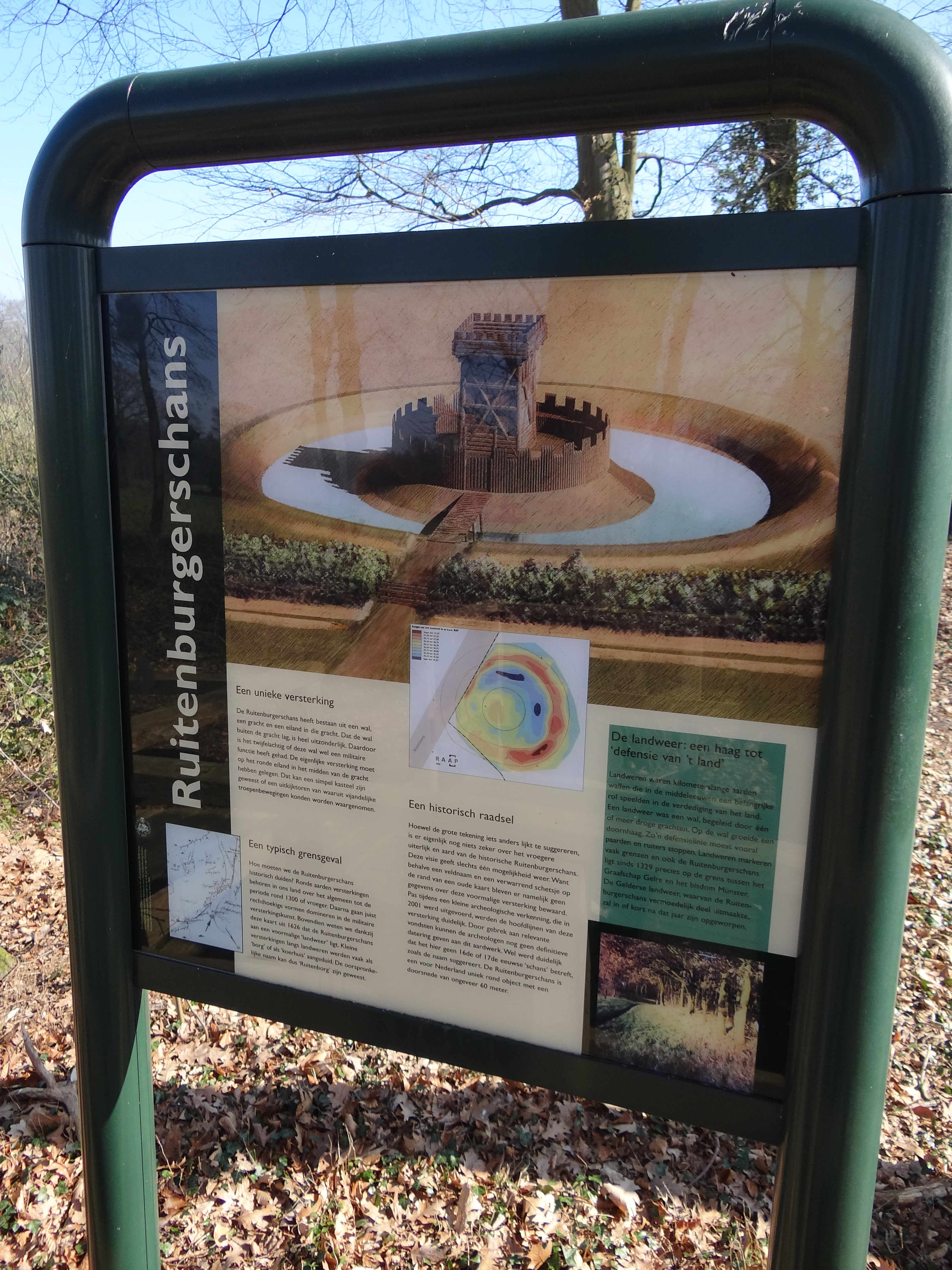
Informatiepaneel
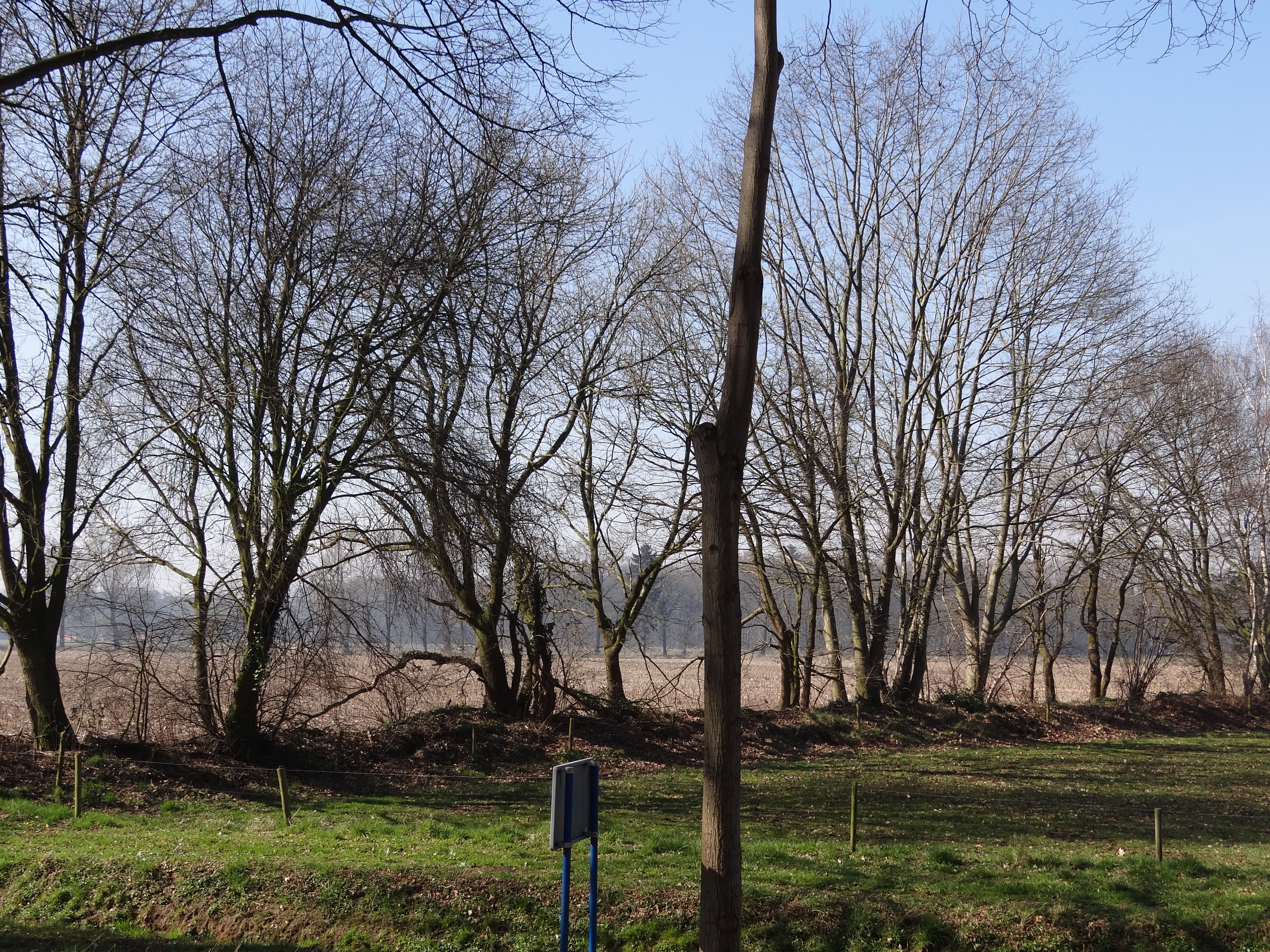
landweer
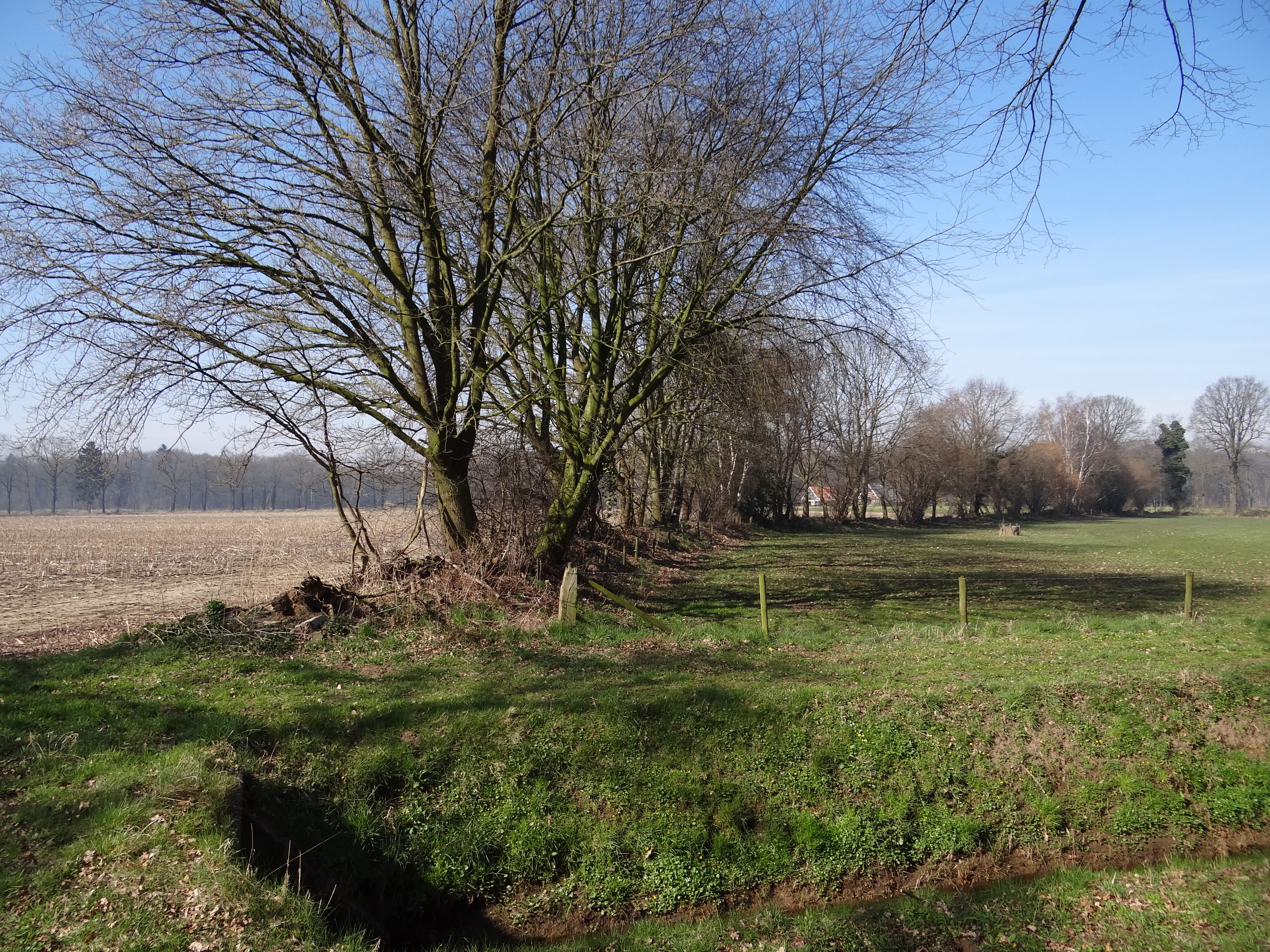
landweer
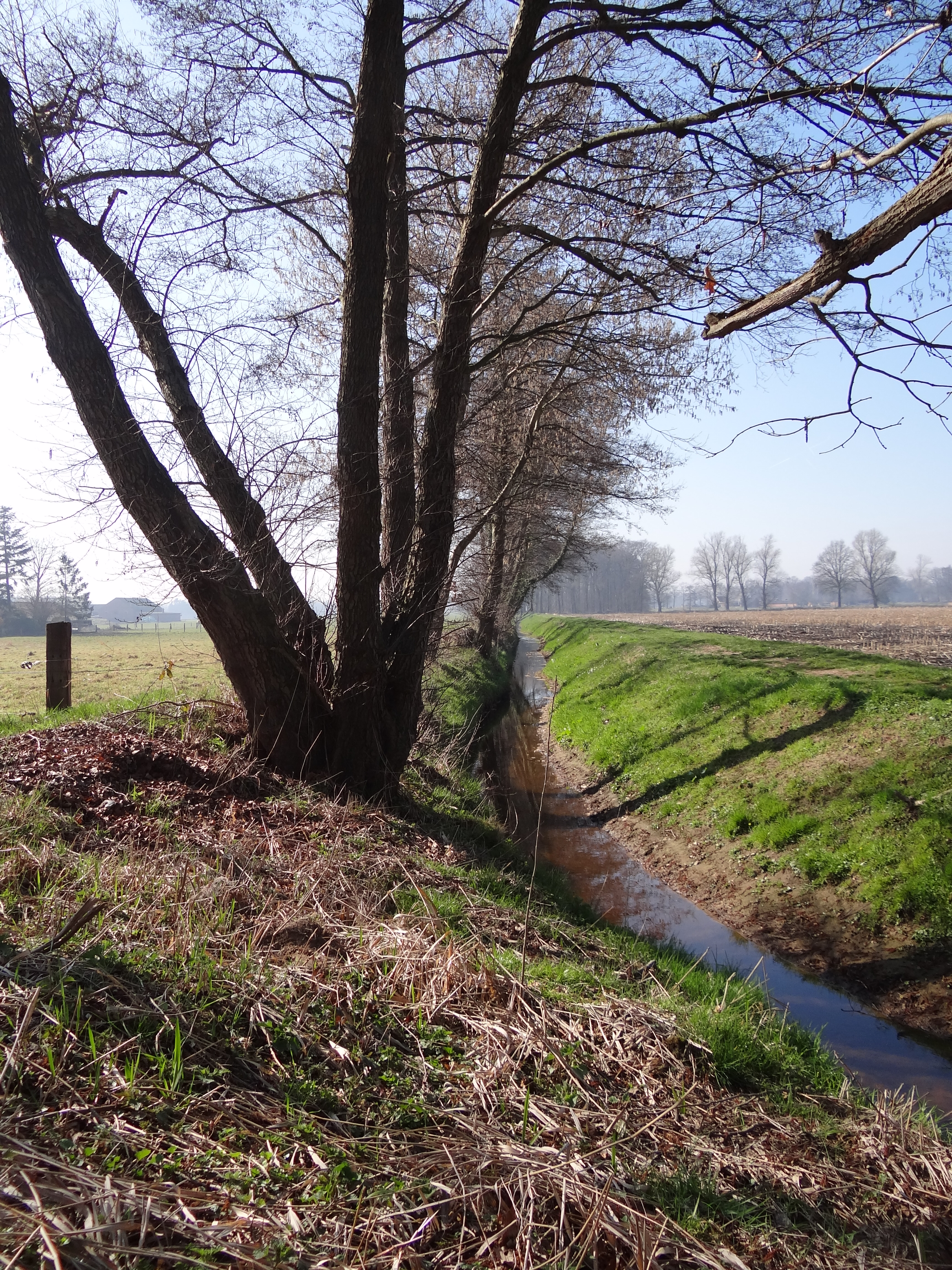
landweer